# Maquée

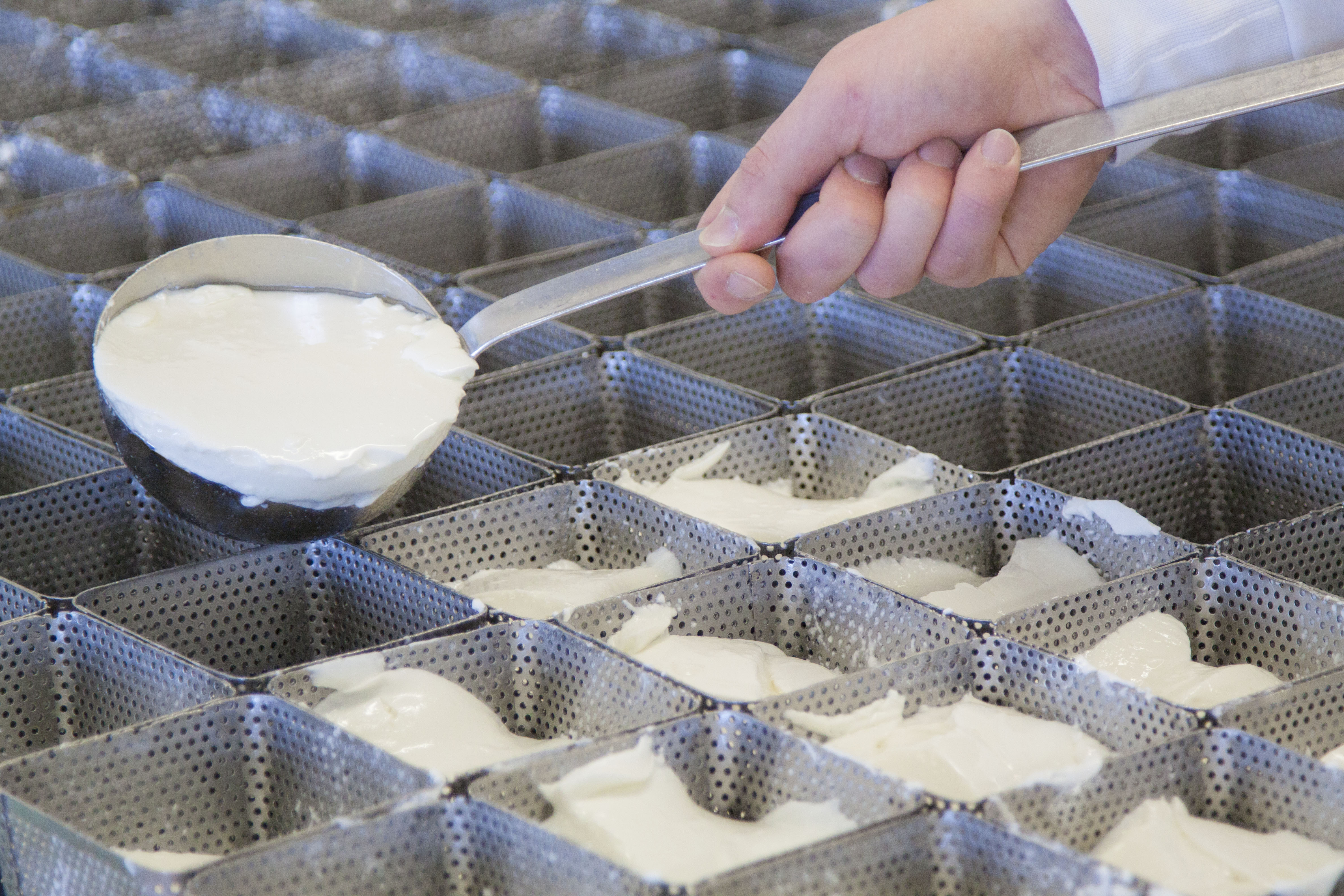
Moulage à la louche de la maquée

La maquée (francisation du wallon makêye qui vient du verbe wallon maker signifiant « frapper » ou « battre ») est un fromage du terroir wallon à pâte fraîche. À l'origine, le terme « maquée » désigne le fromage frais issu de la floculation durant l'ébullition du babeurre ou du lactosérum des résidus caséeux qu'ils contiennent. Cette recuite est mise en égouttage dans des sacs puis émiettée avant l'emploi. La maquée tient son nom du barattage de la crème afin de la transformer en beurre par battage au moyen d'un bâton (bordon) muni à son extrémité d'une masse pour frapper (maket). On dit de cette opération que l'on « make è bour » (littéralement que l'on « frappe en beurre »).
Plus généralement, le terme désigne les fromages blancs produits partout en Wallonie. Initialement, il s'agissait le plus souvent d'un fromage maigre. Autrefois dans les fermes, le lait était écrémé : avec la crème était fabriqué le beurre et avec le lait écrémé, on fabriquait la maquée. De nos jours, la maquée peut aussi bien être au lait entier ou demi-écrémé et aromatisée (aux fines herbes, aux fruits, au beurre, etc.). Dans le pays de Herve, la maquée était aussi appelée « prihel », du nom du moule dans laquelle la maquée était moulée à la louche et égouttée. Une prihel est un moule de type faisselle, de forme pyramidale tronquée.
La maquée est consommée salée ou sucrée selon les goûts.
C'est un fromage commun dans diverses régions d'Europe. En Flandre, le plattekees lui ressemble mais est égoutté dans la toile et son goût n'est pas le même.

## La confrérie des Magneus d'makêye («mangeurs de maquée»)
À La Gleize, où la confrérie folklorique s'appelle Les Magneus d'makêye (sobriquet ancien des Gleizois qui allaient vendre leur beurre à Spa et se contentaient de manger la makêye), le babeurre était chauffé lentement sur le fond de la cuisinière (ou de la « plate-buse ») jusqu'à ce qu'il prenne par l'effet de l'évaporation ; la masse semi-compacte était alors égouttée dans une étamine.

## Appellations traditionnelles pour des fromages similaires à la maquée
Il existe aussi des fromages de lactosérum anciens et similaires à la maquée.

### En Italie
La ricotta, qui est un fromage du terroir italien disponible dans presque toutes les régions d'Italie.

### En France
En France, la recuite (recuècha) (Massif central, Aveyron), le brocciu (Corse), la brousse (Alpes méridionales et Provence), le sérac (Savoie), le séra (Jura), le greuil  (Hautes-Pyrénées).

### À Malte
La irkotta est un fromage traditionnel et typique de l'archipel maltais sous forme d'une fabrication artisanale familiale généralement à partir de lait entier de brebis ou de chèvre. La différence avec sa consœur italienne tient dans l'utilisation pour sa fabrication de lait entier,. Elle est aussi fabriquée de façon industrielle au petit-lait (lactosérum) de vache résultant de la fabrication d'autres fromages industriels.
Elle est utilisée dans la cuisine maltaise dans de nombreuses préparations cuites ou crues, salées ou sucrées.

### En Roumanie
En Roumanie et en Transylvanie, c'est la urdă (API : /'ur.də/), là encore fabriquée à partir de petit-lait récupéré de la fabrication d'autres fromages. Sa texture et son goût diffèrent de ceux de la ricotta. Elle est presque toujours fabriquée dans des moules à la forme typique de demi-sphère.

### En Tunisie
En Tunisie, on trouve la rigouta, originaire de Béja.